# Gallastichus
Gallastichus is een geslacht van vliesvleugeligen uit de familie Eulophidae. De wetenschappelijke naam van dit geslacht is voor het eerst geldig gepubliceerd in 2011 door Rasplus & La Salle.

## Soorten
Het geslacht Gallastichus is monotypisch en omvat slechts de volgende soort:
- Gallastichus mutuus Rasplus & La Salle, 2011